# Curimopsis brevicollis
Curimopsis brevicollis là một loài bọ cánh cứng trong họ Byrrhidae. Loài này được Casey miêu tả khoa học năm 1912.